# Pulicaria dioscorides
Pulicaria dioscorides là một loài thực vật có hoa thuộc họ Asteraceae.
Loài này chỉ có ở Yemen.
Môi trường sống tự nhiên của chúng là vùng nhiều đá.